# Pogonarthron semenowi
Pogonarthron semenowi là một loài bọ cánh cứng trong họ Cerambycidae.